# هایلیگنشتاین
هایلیگنشتاین (به فرانسوی: Heiligenstein) یک کمون در فرانسه با جمعیت ۹۶۵ نفر است که در Canton of Barr واقع شده‌است. نام آن به معنای «سنگ مقدس» است.